# 20993 Virginiediscry
A 20993 Virginiediscry (ideiglenes jelöléssel (20993) 1985 RX2) a Naprendszer kisbolygóövében található aszteroida. Henri Debehogne fedezte fel 1985. szeptember 5-én.